# Pasando fatigas
Pasando fatigas o Una vida dura (Roughing It) es una novela autobiográfica escrita por Mark Twain hacia 1872 que narra un viaje de Misuri a Nevada en plena fiebre del oro.

## Argumento
Entre 1856 y 1865 Mark Twain realizó su viaje en pos del oro, entre San Luis (Misuri) y Virginia City (Nevada), acompañado de su hermano. Lo que había sido planificado como un viaje de ida y vuelta de tres meses de duración se convirtió en un increíble viaje de 3 años recorriendo cerca de 3.000 km. En la actualidad, esta distancia que antaño recorría una diligencia en 22 días, podría cubrirse en tren o por carretera en unas 26 horas.

## Libros
- Pasando fatigas, 2010, 2018, Interfolio Libros ISBN 9788493769406